# Alpheus distinctus
Alpheus distinctus  (лат.) —  вид креветок из семейства Alpheidae.

## Ареал
Восточная часть Тихого океана (около Панамы и Коста-Рики). Встречаются на глубинах от 0 (в норках около мангров, илистые и песчаные побережья) до 5 м.

## Описание
Мелкие ракообразные, длина тела до 40 мм. Основная окраска желтовато-бурая. Свободноживущий вид. Таксон A. distinctus принадлежит к видовой группе Edwardsii species group внутри рода Alpheus и морфологически сходен с видами Alpheus firmus и Alpheus heterochaelis, от которых отличается строением конечностей
.
Вид был впервые описан в 1988 году американскими зоологами Воном Кимом и Лауренсом Абелем (Kim W., Abele L. G., Department of Biological Science, Florida State University, Tallahassee, Флорида, США).